# 里奇 (紐約州)
里奇（英語：Ridge）是位於美國紐約州薩福克縣的普查規定居民點。

## 人口
根據2020年美國人口普查的數據，里奇的面積為34.41平方千米，當中陸地面積為34.17平方千米，而水域面積為0.24平方千米。當地共有人口13271人，而人口密度為每平方千米385.67人。